# Wolfgang Zerna
Wolfgang Zerna  (* 11. Oktober 1916 in Berlin; † 14. November 2005 in  Celle) war ein deutscher Bauingenieur und Ingenieurwissenschaftler für Mechanik. Er war ordentlicher Professor für Konstruktiven Ingenieurbau in Hannover und Bochum.

## Leben
Wolfgang Zerna, Sohn von Olga Zerna, geborene Pomrenke, und des Architekten Paul Zerna, ging in Berlin auf das Realgymnasium und studierte Bauingenieurwesen an der Technischen Hochschule Berlin mit dem Abschluss 1940 als Diplom-Ingenieur, bevor er zur Wehrmacht eingezogen wurde. In Berlin studierte er bei Franz Dischinger, Friedrich Tölke, Ferdinand Schleicher und Arnold Agatz. Im Jahr 1946 wurde er aus US-amerikanischer Kriegsgefangenschaft entlassen und ging als Assistent an die Technische Hochschule Hannover zu Alf Pflüger. 1947 wurde er dort mit der Dissertation Zur Membrantheorie der allgemeinen Rotationsschalen zum Dr.-Ing. promoviert. 1948 habilitierte er sich in Hannover mit einer Arbeit über die grundlegenden Gleichungen der Elastizitätstheorie. Im selben Jahr ging er für ein Jahr bis 1949 als Austauschwissenschaftler und Gastdozent an die University of Durham in England zu Albert E. Green, mit dem eine jahrelange Kooperation begann, die schließlich zu ihrer Monographie über Elastizitätstheorie 1954 (s. u.) führte – das Buch wurde damals eine Standardreferenz für die Behandlung der Elastizitätstheorie auf der Grundlage der Tensorrechnung. Zernas Beitrag zu dem Buch war in Fortsetzung seiner Habilitationsarbeit unter anderem eine Tensortheorie dünner Schalen. Nach seiner Rückkehr aus England war er 1950 bis 1952 Konstrukteur in der Bauindustrie bei Polensky & Zöllner in Köln und von 1953 bis 1956 bei der Philipp Holzmann AG in Frankfurt am Main, wo er für die Spannbeton-Projekte zuständig war und für beide Unternehmen Spannbetonverfahren entwickelte. Gleichzeitig wurde er 1950 außerordentlicher Professor in Hannover und 1956 ordentlicher Professor für konstruktiven Ingenieurbau (speziell für Eisenbeton und Spannbeton) an der TH bzw. TU Hannover. wo er das Institut für Massivbau leitete. Seit 1963 war er Mitglied der Braunschweigischen Wissenschaftlichen Gesellschaft.
Er spielte mit seinem damaligen Mitarbeiter Hermann Flessner (jetzt emeritierter Professor an der Universität Hamburg) eine Pionierrolle im Einsatz von Computern im Bauingenieurwesen (sowohl in der statischen Berechnung als auch im Messwesen) in Deutschland – sein Institut war das erste Ingenieurs-Forschungsinstitut in Deutschland, das mit einem eigenen modernen digitalen Computer ausgerüstet wurde (einer Zuse Z22). Ab 1983 lief an seinem Lehrstuhl in Bochum der erste UNIX-Rechner der Ruhr-Universität (Fortune 32:16 unter UNIX System III).
Seit 1963 war er Mitglied im Gründungsausschuss der Ruhr-Universität Bochum, wo er 1967 ordentlicher Professor für Bauingenieurwesen wurde und den Lehrstuhl für konstruktiven Ingenieurbau I erhielt. Dort strukturierte er die Fakultät nach englischem Vorbild und sorgte insbesondere für ein Zusammenwirken theoretischer, numerischer und experimenteller Arbeiten. Gleichzeitig weitete er seine Tätigkeit als beratender Ingenieur, Gutachter und Prüfingenieur aus. Besonders einflussreich wurden seine Arbeiten für Kernkraftwerksbauten (den Kuppeln für die Druckbehälter) und Kühlturm-Konstruktionen aus Spannbeton. Seine Arbeitsstätte befand sich in Bochum-Querenburg. 1983 wurde er emeritiert.
Zerna war Mitglied im Verein Deutscher Ingenieure (VDI). Zeitweise stand er der Abteilung Bauingenieurwesen des VDI vor. Er war Gründungsmitglied der International Association for Shell and Spatial Structures (IASS) und ab 1988 deren Ehrenmitglied.
Das von ihm in Bochum gegründete Ingenieurbüro (ab 1978 als GmbH geführt) wurde bis 2012 unter dem Namen ZERNA Ingenieure GmbH geführt und ging dann in die drei deutschlandweit agierenden Ingenieurunternehmen ZPP Ingenieure AG, ZETCON Ingenieure GmbH und Höcker Project Managers GmbH über.
Seit 2014 wird von der VDI-Gesellschaft Bauen und Gebäudetechnik in Würdigung der hervorragenden und beispielhaften Persönlichkeit die Wolfgang-Zerna-Ehrenmedaille des VDI als Auszeichnung für besonders verdiente ehrenamtliche Mitarbeiter oder Ingenieure, die auf dem Gebiet des Bauingenieurwesens besondere Verdienste erworben haben, verliehen.
Zu seinen Doktoranden gehört Wilfried Krätzig. Wolfgang Zerna war evangelisch, ab 1953 mit Margit Zerna, geborene Kirski, verheiratet, lebte in Hattingen und starb 2005 in Celle.

## Auszeichnungen
- Emil-Mörsch-Denkmünze (1997)
- Ehrendoktor (Dr.-Ing. E. h.) der Universitäten in Stuttgart und Essen

## Schriften
Für seine Dissertation und Habilitation siehe Fußnote
- Spannbeton. 1953.
- mit Albert E. Green: Theoretical Elasticity, Clarendon Press, Oxford 1954, 2. Auflage 1968
- Beitrag zur allgemeinen Schalenbiegetheorie, Ingenieur-Archiv, Band 17, 1949, S. 149–164
- Zur neueren Entwicklung der Schalentheorie, Beton- und Stahlbetonbau, Band 48, 1953, S. 88–89
- mit Heinrich Trost: Rheologische Beschreibung des Werkstoffes Beton. Beton- und Stahlbetonbau, Band 62, 1967, S. 165–170.
- Beuluntersuchungen an hyperbolischen Rotationsschalen, Opladen, Westdeutscher Verlag 1974
- Kriterien zur Optimierung des Baues von Großnaturzugkühltürmen im Hinblick auf Standsicherheit, Bauausführung und Wirtschaftlichkeit, Opladen, Westdeutscher Verlag, 1978
- mit Friedhelm Stangenberg: Spannbetonträger: Theorie und Berechnungsgrundlagen, Springer-Verlag, Berlin, 1987